# 尾西市
尾西市（びさいし）は、かつて愛知県の尾張地方北西部に位置し岐阜県との境に存在した市である。2005年（平成17年）4月1日に一宮市に編入された。

## 地理
濃尾平野の北西部に位置し、東側は一宮市と稲沢市、祖父江町に、西側は木曽川を挟んで岐阜県羽島市と接しており、県道一宮大垣線の濃尾大橋で結ばれている。市の中央を名神高速道路が横断し、北部には東海北陸自動車道が走っている。東海北陸道尾西インターチェンジは北行きの入り口と南行きの出口が設置されている。鉄道は尾西市の北と南の端を名鉄尾西線が通り、開明駅と玉野駅があるが、名鉄バスが一宮駅と市の中心部（起、三条など）を結ぶルートを運行していて、電車よりもバスが旧尾西市の交通の中心的存在である。このほか、市営の無料巡回バスが三系統運行されていた。

### 河川
- 木曽川
- 日光川
- 野府川

## 歴史

### 沿革
- 1955年（昭和30年）
  - 1月1日 - 中島郡起町・朝日村が新設合併し、尾西市が発足。
  - 4月1日 - 中島郡今伊勢町の一部（開明地区）を編入。
  - 6月1日 - 市旗・市章を制定。
- 2004年（平成16年）
  - 2月29日 - 愛知県下では初めて市町村合併に関する賛否を問う住民投票が実施された。住民投票の結果、賛成票が反対票を上回ったことから、市議会は合併を決定。
  - 8月30日 -「一宮市・尾西市・木曽川町安全なまちづくり推進協議会」が発足。
- 2005年（平成17年）4月1日 - 一宮市に編入。同日尾西市廃止。

## 行政
衆議院の小選挙区は他の一宮市域とは異なり愛知9区であった。
2022年（令和4年）12月28日に施行された公職選挙法の一部を改正する法律により、旧尾西市域も愛知10区に区域が改定され、他の一宮市域と同じ区割りとなった。。

### 歴代市長
特記なき場合『日本の歴代市長 : 市制施行百年の歩み』などによる。
| 代 | 氏名         | 就任                       | 退任                      | 備考         |
| -- | ------------ | -------------------------- | ------------------------- | ------------ |
| 1  | 丹羽豊一     | 1955年（昭和30年）2月15日  | 1959年（昭和34年）2月14日 |              |
| 2  | 小川四郎兵衛 | 1959年（昭和34年）2月15日  | 1977年（昭和52年）9月23日 | 在任中に死去 |
| 3  | 櫛田勇雄     | 1977年（昭和52年）11月13日 | 1981年（昭和56年）6月4日  | 辞職         |
| 4  | 石井信弘     | 1981年（昭和56年）7月5日   | 1987年（昭和62年）2月4日  | 在任中に死去 |
| 5  | 森秀夫       | 1987年（昭和62年）3月29日  | 1999年（平成11年）4月22日 |              |
| 6  | 大島晋作     | 1999年（平成11年）4月25日  | 2003年（平成15年）4月24日 |              |
| 7  | 丹羽厚詞     | 2003年（平成15年）4月27日  | 2005年（平成17年）3月31日 | 廃止         |

## 産業
- 毛織物工業のほか、綿糸・綿織物・染色工業があり、繊維産業地区である。
- 篭屋に尾西信用金庫の本店が有り、地場の金融機関となっている。
- 旧・朝日村地内には工業団地も造成されている。

## 教育

### 高校
- 愛知県立起工業高等学校(現在の愛知県立一宮起工科高等学校)
- 愛知県立尾西高等学校
- 愛知県立木曽川高等学校

### 中学校
- 尾西市立第一中学校
- 尾西市立第二中学校
- 尾西市立第三中学校

### 小学校
- 起小学校
- 三条小学校
- 小信中島小学校
- 開明小学校
- 大徳小学校
- 朝日西小学校
- 朝日東小学校

## 交通

### 鉄道
- 名古屋鉄道
  - 尾西線：玉野駅 - （一宮市） - 開明駅

この他、名神高速と並行して東海道新幹線が通っているが、市内に駅は設置されていない。最寄り駅は岐阜県羽島市の岐阜羽島駅。また、かつてこの地域には名鉄起線が存在したが、尾西市発足前の1954年に廃止されている。

### 道路
- 名神高速道路（市内にICは設置されていない。かつては尾西バスストップがあったが、2002年6月1日に廃止された。最寄りは一宮西ICまたは岐阜羽島IC。）
- 東海北陸自動車道：尾西IC（岐阜・高山方面のみのハーフIC）

## 電気・ガス
尾西市では、電気は中部電力株式会社、都市ガスは東邦瓦斯株式会社（東邦ガス）がそれぞれ供給していた。
電気については、旧起町で一宮電気によって1913年（大正2年）2月より供給が開始された。同社は一宮町（現・一宮市）に本社を置いていた電力会社である。後に同社の供給区域は旧朝日村・今伊勢村にも拡大された。この地域の電気事業はその後合併により大手の東邦電力に引き継がれ、戦時下の配電統制のため1942年（昭和17年）に中部配電に移管。戦後1951年（昭和26年）に中部電力に再移管されて現在に至っている。
都市ガス供給は、一宮市内で大正時代からガス供給を行っていた東邦ガスにより、まず旧今伊勢村で1933年（昭和8年）6月に開始された。その他の地域では尾西市発足後の1958年（昭和33年）6月に開始されている。

## 行事
- 尾西市夏祭り（岐阜県羽島市と共催されていた花火大会は「尾西市・羽島市花火大会」とされていた。市町村合併後、濃尾大花火と名称を変更）（8月）
- 尾西まつり　 （10月23・24日）
- ホワイトイルミネーション in Bisai

## 名所・旧跡・観光スポット
- 三岸節子記念美術館
- 歴史民俗資料館（起宿脇本陣跡）
- 起宿
- 起渡船場跡
- 中野の渡し
- 冨田一里塚
- 野府城址
- 吉藤城址
- 坪内城址
- 聖徳寺跡（織田信長と斎藤道三が会見した寺）
- 西上免古墳

## 出身著名人
- 川島恵 - 元アイドル
- 小池秀郎 - 元プロ野球選手[6][7]。市内の大徳小学校出身[8]。本人がドラフト会議で8球団から1位指名を受けた時点で実家は岐阜県羽島市にあった[9][10]。
- 佐野岳 - 俳優
- 沢田玉恵- 歌手・女優
- 柴田弘 - 元衆議院議員
- スギちゃん - お笑い芸人
- 花子 - 女優
- 森貴俊 - 東海ラジオ放送アナウンサー
- 水野裕子 - タレント
- 洞口義浩 - プロレスラー

名誉市民
- 市川房枝 - 婦人運動家、政治家
- 三岸節子 - 洋画家